# St. Nikolaus (Siemerode)

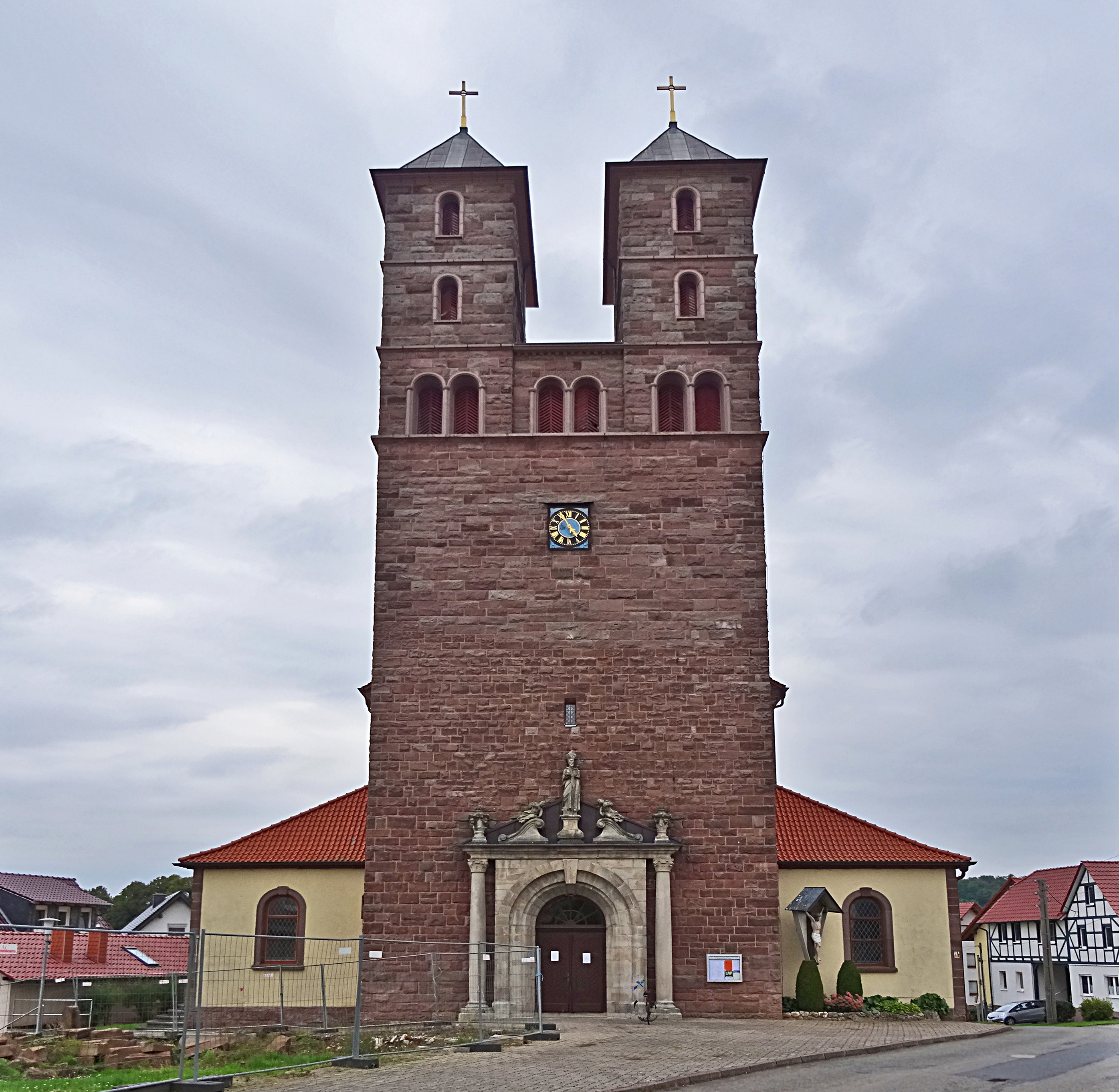
St. Nikolaus

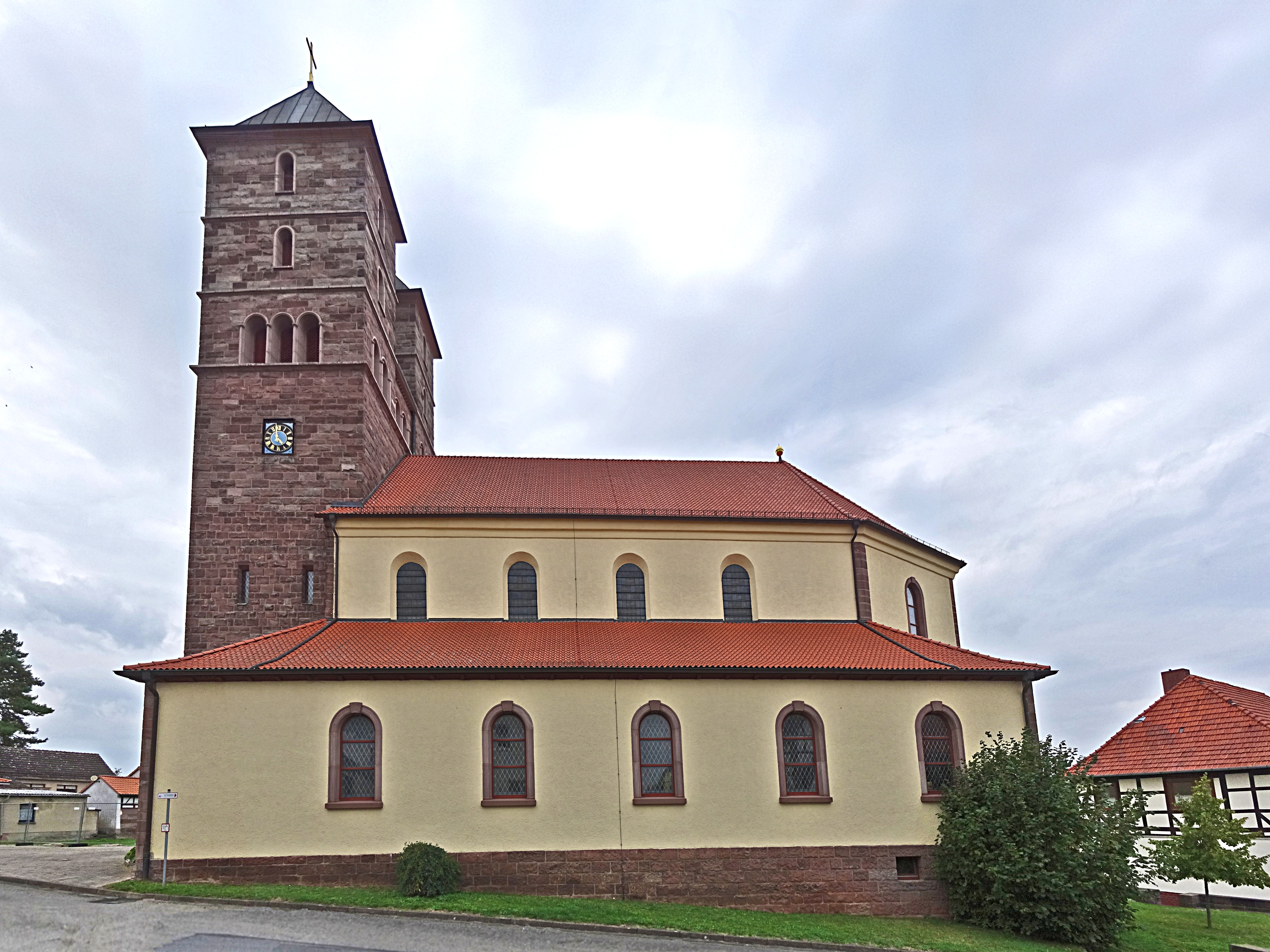
Ansicht von Süden

Die römisch-katholische Pfarrkirche St. Nikolaus steht in Siemerode, einem Ortsteil der Stadt Heilbad Heiligenstadt im thüringischen Landkreis Eichsfeld. Sie ist die Pfarrkirche der Pfarrei St. Nikolaus Siemerode im Dekanat Heiligenstadt des Bistums Erfurt. Sie trägt das Patrozinium des heiligen Nikolaus von Myra.

## Geschichte

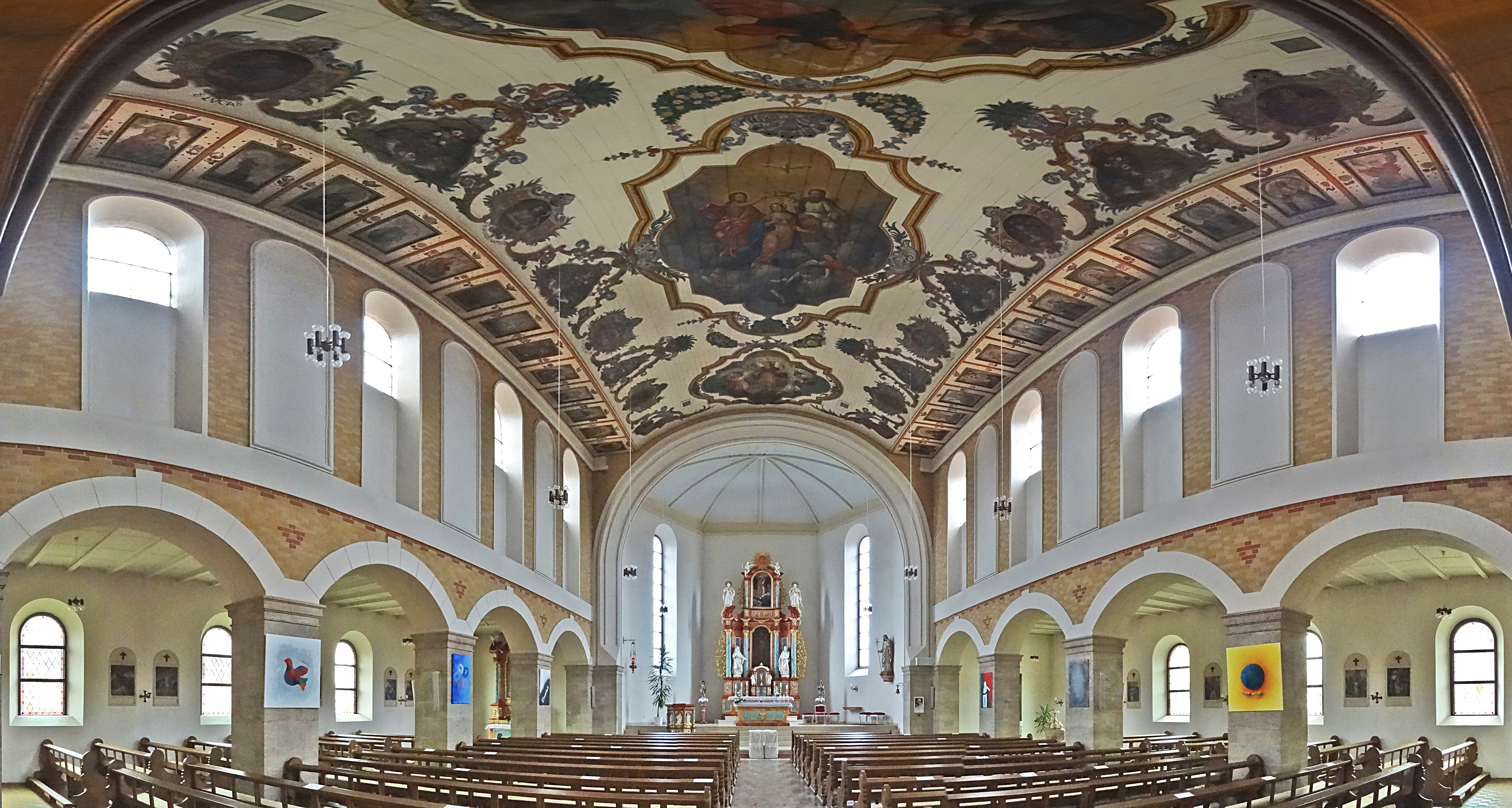
Innenraum-Panorama

Die ursprünglich mittelalterliche Wehrkirche des Ortes wurde nach Beschädigungen im Dreißigjährigen Krieg und mehreren Reparaturmaßnahmen 1732 und 1733 bis auf den Kirchturm abgetragen. An ihrer Stelle errichtete man ein neues Kirchenschiff im Barockstil. Weihbischof Christow Ignatius von Gudenus aus Erfurt weihte diese neue Dorfkirche 1737 ein. Bis 1945 umgab der Friedhof das Gotteshaus.
Bei einem Angriff durch Jagdbomber am 7. April 1945 fiel eine Bombe unmittelbar vor dem Turmportal. Die Druckwelle hob den Turm an und er fiel in sich zusammen. Das Kirchenschiff wurde leicht beschädigt.
Sowohl das Kirchenschiff als auch die Reste des Turms riss man umgehend ab und begann noch im selben Jahr mit dem Wiederaufbau. Am 12. November 1950 weihte Bischof Johannes Dietz die Kirche ein. Die dorfbildprägende Doppelturmfassade in Quadermauerwerks aus unverputztem rotem Sandstein wurde in den Jahren 1955 bis 1958 hinzugefügt. Das  1950 an die Kirche angebaute barocke Portal befand sich vorher an einem Schafstall im ehemaligen Kloster Teistungenburg. Die Deckenmalereien an der Langhausdecke wurden ebenso wie die bemalte Kassettendecke im Turmvorraum aus der stark verwahrlosten Klosterkirche in Anrode versetzt.
In den Jahren 1986 bis 1992 fanden umfangreiche Sanierungsarbeiten statt. Die Kirchenfenster wurden 1987 erneuert. Die Türme wurden 1994 mit Kupferblech gedeckt. Ein neu vergoldetes Kreuz wurde etwas später aufgebracht. Eine Dachsanierung des Chorraums und der Seitenschiffe folgte im Jahr 2005.

## Architektur

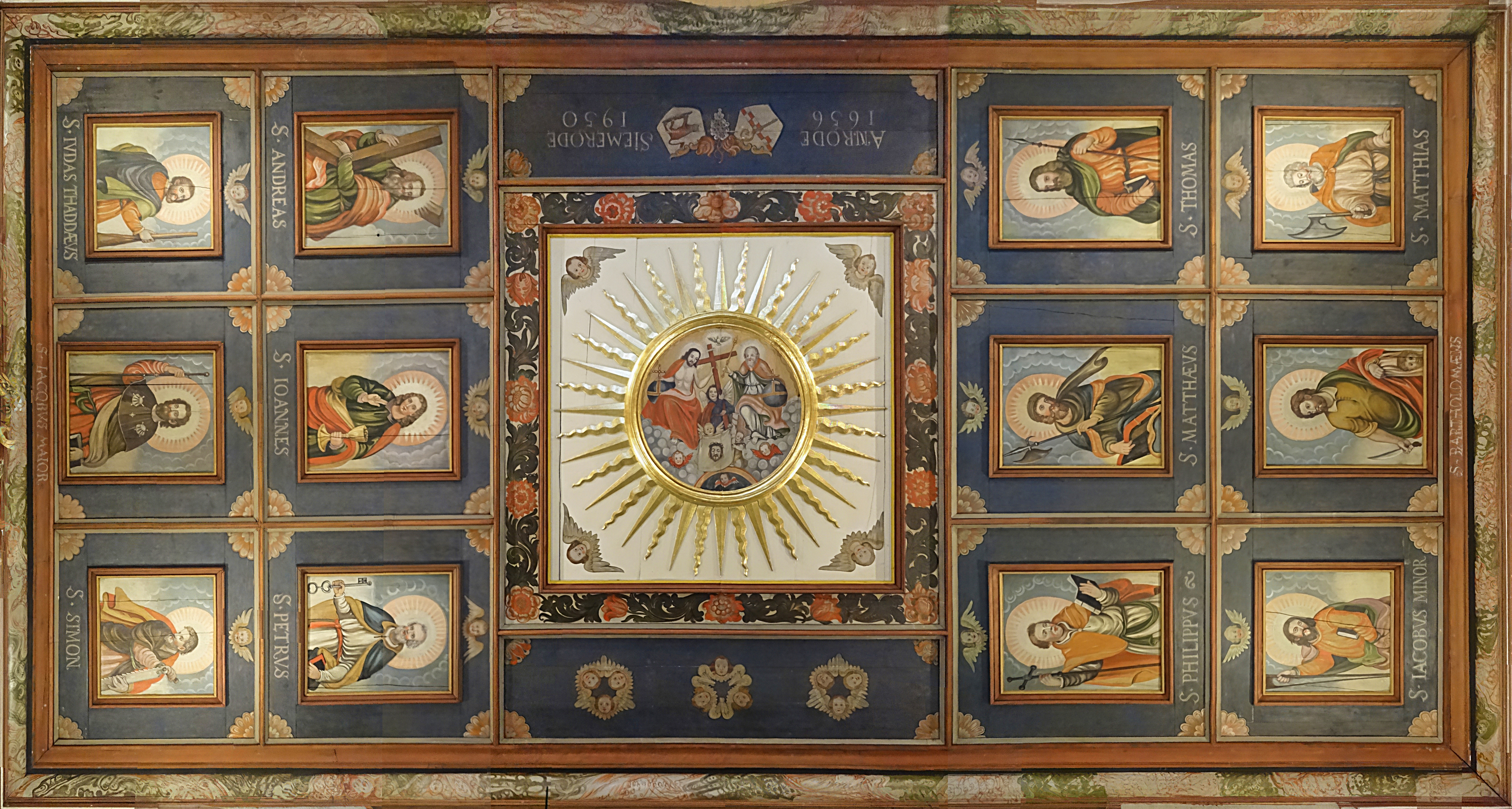
Kassettendecke im Turmvorraum

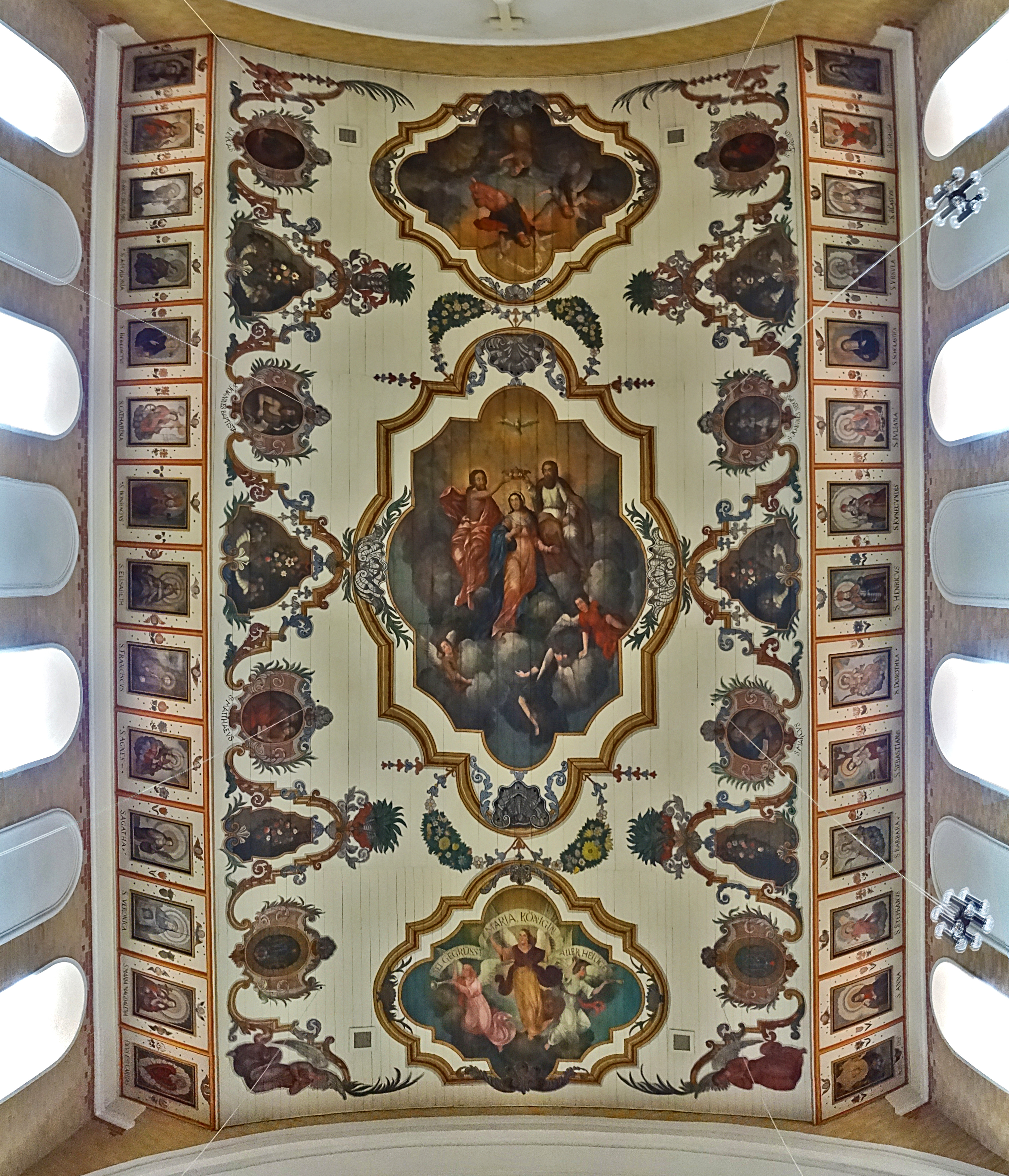
Deckenbilder

Auffälligstes Merkmal der geosteten Kirche St. Nikolaus ist ihr Westbau mit der aus rotem Sandstein errichteten Doppelturmfassade. Die verwendeten Quader besitzen im unteren Teil ein kleineres Format als im oberen. Die Türme schließen mit kupfergedeckten Spitzhelmen ab. In der Mitte der Westfront setzt sich das Portal aus hellem Naturstein ab. Außer dem Portal besitzt der Turmunterbau bis über die Höhe des Langhausdaches nur schmale Fensterschlitze, erst im tumverbindenden Obergeschoss und den darüber liegenden jeweils zwei Turmgeschossen wurden rundbogige Fenster eingebaut. Im Turmverbindungsgeschoss sind die Fenster in gekuppelter Bauweise als Zwillings- und Drillingsfenster ausgeführt und unterstreichen damit den Anklang an neoromanische Bauformen. Das Langhaus wurde dreischiffig mit niedrigen Seitenschiffen und höherem Mittelschiff ausgeführt, es ist hell verputzt und mit rotem Ziegeldach überdeckt. In den Seitenschiffen und im Obergaden sorgen schlichte Rundbogenfenster für die Belichtung des Innenraums. Der Chorraum in der Breite des Mittelschiffs schließt nach Osten polygonal ab. Im Inneren werden die Seitenschiffe vom Mittelschiff durch rechteckige Pfeiler mit Segmentbögen getrennt. Den oberen Abschluss des Mittelschiff bildet eine bemalte, flache Holztonne mit der Krönung Mariens als Zentralmotiv.

## Orgel

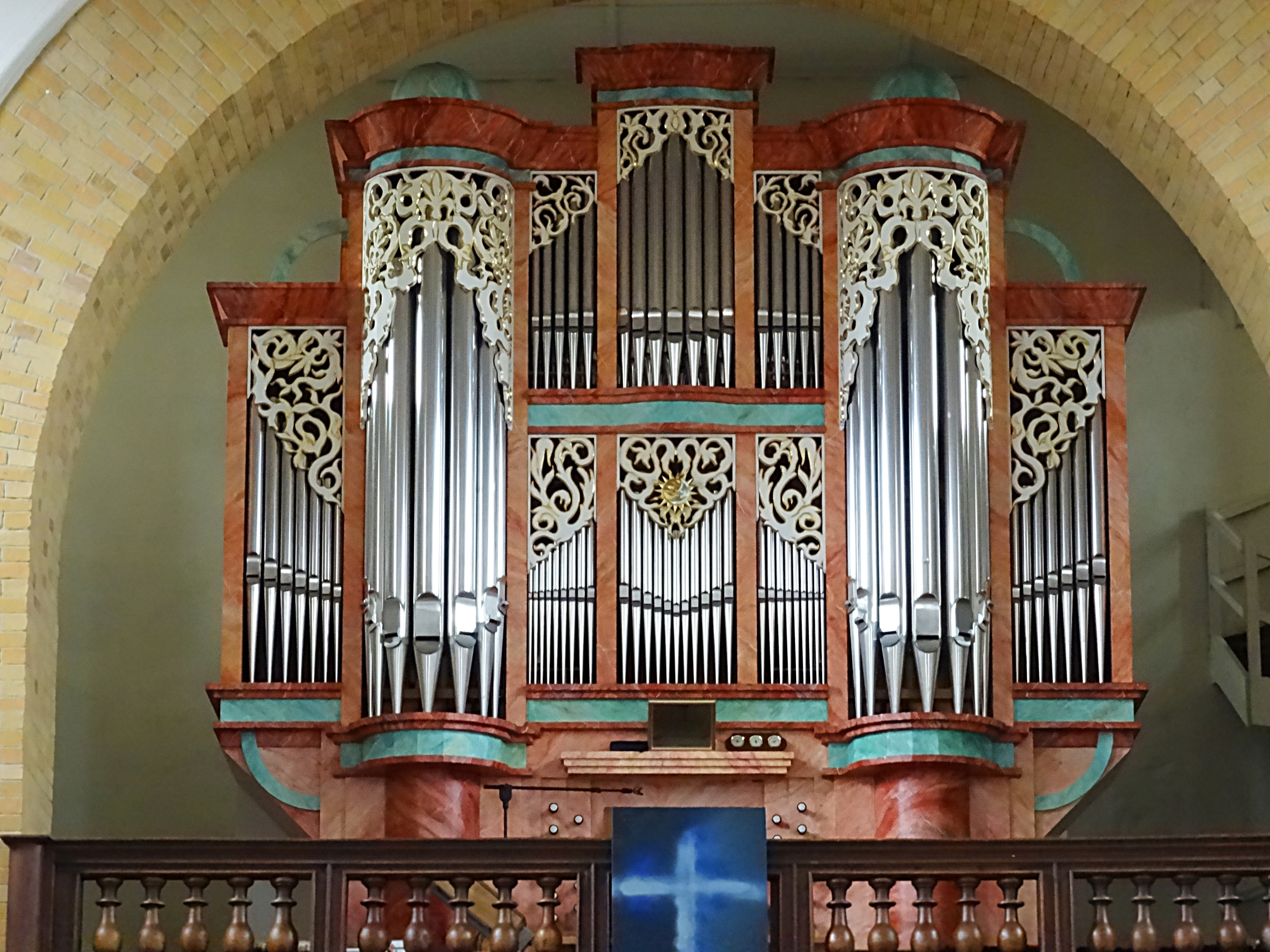
Schönefeld-Orgel

Die Orgel wurde von Orgelbau Schönefeld (Stadtilm/Thür.) erbaut und 1997 eingeweiht. Das Instrument hat 20 Register auf zwei Manualwerken und Pedal.
| I Hauptwerk C–g3 |       |
| Bordun           | 16′   |
| Principal        | 8′    |
| Hohlflöte        | 8′    |
| Oktave           | 4′    |
| Quinte           | 2 ⁄3′ |
| Oktave           | 2′    |
| Mixtur V         | 2′    |
| Trompete         | 8′    |

| II Oberwerk C–g3 |       |
| Salicional       | 8′    |
| Gedackt          | 8′    |
| Flaut travers    | 8′    |
| Weitprincipal    | 4′    |
| Gedacktflöte     | 4′    |
| Waldflöte        | 2′    |
| Cornet III       | 2 ⁄3′ |
| Tremulant        |       |

| Pedalwerk C–f1 |     |
| Violon         | 16′ |
| Subbaß         | 16′ |
| Principalbaß   | 8′  |
| Holzoktave     | 4′  |
| Posaune        | 16′ |

- Koppeln: II/I, I/P, II/P.
- Zimbelstern